# Salvador Salguero
Rafael Salvador Salguero González (Lima, Perú, 10 de agosto de 1951) es un exdefensor peruano de fútbol. Participó con la selección de fútbol de Perú en la Copa Mundial de la FIFA de 1982.

## Trayectoria
A nivel de clubes jugó para Melgar, FBC Pierola, Alianza Lima, Diablos Rojos y Juventud La Joya en Perú.
Rafael Salguero jugó principalmente para Alianza Lima donde ganaron tres títulos de primera división con este equipo en 1975, 1977 y 1978, además de un subcampeonato en 1982. Jugó 25 partidos de la Copa Libertadores con Alianza Lima.

## Selección nacional
Salguero jugó 13 partidos con la selección de fútbol de Perú sin marcar un gol. Debutó el 12 de octubre de 1976, en el amistoso contra Uruguay, el cual terminó con un empate de 0-0, y jugó su último partido el 26 de junio de 1982.
Apareció en el grupo seleccionado en el Mundial de fútbol de 1982. Durante el mundial organizado en España, jugó los partidos contra Camerún, Italia y Polonia

#### Participaciones en Copas del Mundo
| Mundial                        | Sede   | Resultado    |
| ------------------------------ | ------ | ------------ |
| Copa Mundial de Fútbol de 1982 | España | Primera fase |

## Clubes
| Club             | País | Año         |
| ---------------- | ---- | ----------- |
| FBC Melgar       | Perú | 1973        |
| FBC Pierola      | Perú | 1974        |
| Alianza Lima     | Perú | 1975 - 1983 |
| Diablos Rojos    | Perú | 1984        |
| Juventud La Joya | Perú | 1985 - 1986 |

## Palmarés
| Título                    | Club         | País | Año  |
| ------------------------- | ------------ | ---- | ---- |
| Primera División del Perú | Alianza Lima | Perú | 1975 |
| Primera División del Perú | Alianza Lima | Perú | 1977 |
| Primera División del Perú | Alianza Lima | Perú | 1978 |